# 코르셋 논란

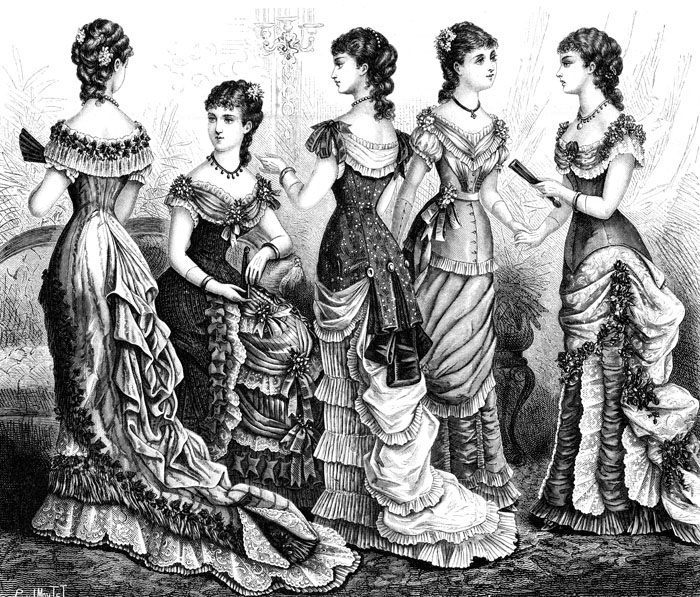
1870년대의 여성들이 코르셋을 착용한 모습

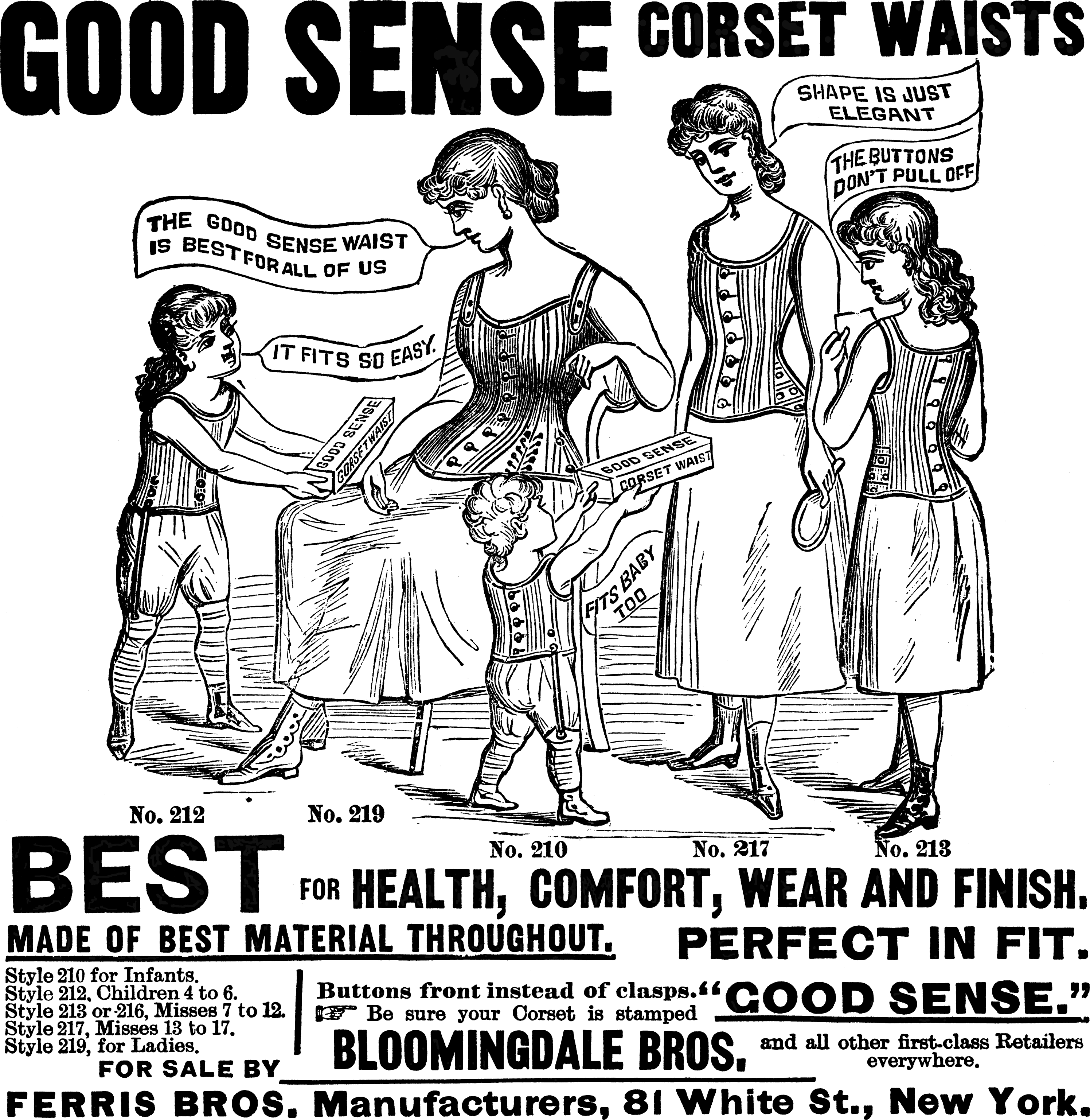
1886년에 제작된 코르셋 광고

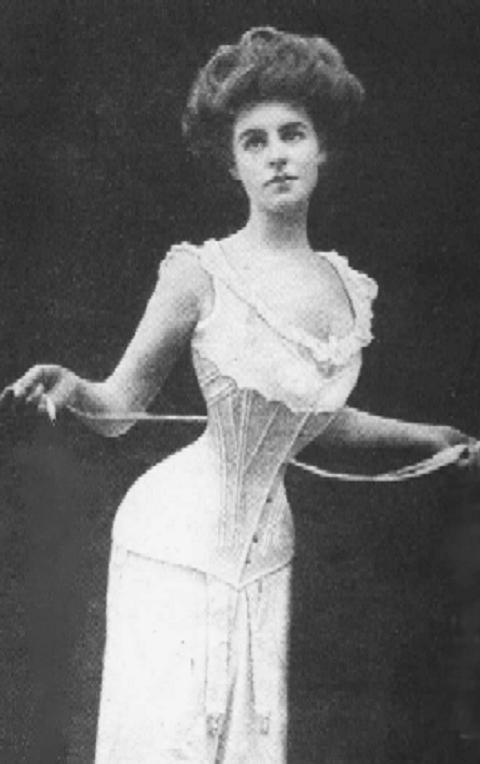
1910년경에 코르셋을 착용한 여성의 모습

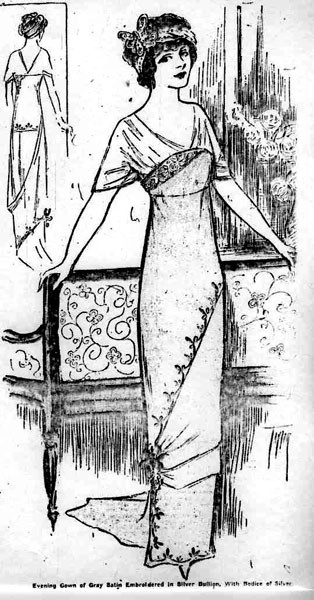
1912년경에 제작된 호블 드레스 삽화

코르셋 논란(영어: Corset controversy)은 여성 보정 속옷인 코르셋 착용에 대한 지지자들과 반대자들의 주장에 관한 것이자 코르셋이 사회에서 유행하던 시기에 일어난 논쟁이다. 코르셋은 16세기 후반부터 유럽의 여성들이 착용했고 유행이 바뀌면서 형태가 바뀌었다. 지리적으로나 일시적으로 패션의 급격한 변화에도 불구하고 코르셋이나 겉옷 아래의 파생 상품은 몸을 형성하거나 구조를 제공할 것이다.
코르셋이 주류 패션의 일부가 아니었던 짧은 기간들이 있었다. 1790년대에 엠파이어 실루엣이 유행하면서 패션에 급격한 변화가 있었는데 여성들은 주로 가슴을 받치고 허리와 엉덩이를 자연 그대로 유지하기 위해 입는 짧은 의복을 선호했다. 1820년대 중반에 시작된 여성 패션은 이전 시대의 완전한 치마로 되돌아갔고 여성복의 중심 초점이 되었다.
코르셋은 19세기 후반에 여성 패션에서 지배적인 역할을 맡게 되었는데 작은 크기를 통해 허리를 강조할 수 있도록 디자인된 코르셋은 날씬한 실루엣을 구현하기 위해 허리 라인을 수축시키는 특징이 있었다. 하지만 의사들과 많은 언론들이 코르셋의 문제점을 지적하면서 종말을 고했다.

## 비판
여성들이 코르셋을 착용하는 것은 끈으로 허리를 조이는 시대부터 비판의 대상이 되어 왔다. 프랑스의 철학자인 장자크 루소는 영국의 의학 저널인 《란셋》에 이러한 관행을 비난했으며 여성들이 코르셋을 착용하던 관행을 풍자하는 만화가 등장하기도 했다. 그러나 19세기에 이르러 여성들은 출판물에 직접적이고 분명하게 자신들의 견해를 표현하는 편지를 쓰고 있었다. 과거에 대한 일방적인 비난이 대화로 바뀌었다. 여성들은 그들의 목소리를 들으며 그들의 경험과 의견을 나누었고 어떤 이들은 코르셋에 찬성하고 심지어 허리를 끈으로 조였고 어떤 이들은 제한적인 복장에 반대했다. 신문과 인기 저널은 코르셋에 관한 수백 통의 편지와 기사를 교환하는 매체가 되었다.
'코르셋 논쟁' 또는 단순히 '코르셋 질문'으로 알려진 이 논쟁은 미국, 영국을 비롯한 여러 나라의 출판물에서 수십년 동안 쏟아져 나왔다. 특히 우려되는 것은 허리를 끈으로 조이는 문제였다. 기사와 편지의 흐름은 시간이 지남에 따라 잊혀지고 시들해졌다. 1860년대 후반에는 최고조에 달했는데 이는 광란의 절정으로 받아들여질 수도 있다. 그러나 이 문제는 훨씬 전에 표면화되었고 한참 후에 계속되었다. 이 기간 내내 같은 출판물에 실린 광고는 코르셋 판매를 열렬히 홍보했다.

### 의사들의 코르셋 비판
많은 의사들이 여성들이 허리를 끈으로 조이는 관행이 확실히 해롭다고 지적했다. 일부 여성들은 자신들의 주장에 대해 "허리를 끈으로 조이는 과정이 실제로 유익할 뿐만 아니라 즐거움도 있다."고 응답했지만 대부분의 여성들은 동의하지 않았으며 허리를 끈으로 조이는 과정은 일을 해야 하는 데에 비현실적이라고 생각했다, 다른 여성들은 자신들의 부정적인 경험을 그 관행에 인용했다. 1869년에 영국 런던에서 발행된 《타임스》에 10일 동안 게재된 서신 교환은 수십년 동안 앞뒤로 오갔던 담론의 풍미를 준다. 이러한 교환은 영국의 의학 저널인 《란셋》에 게재된 메모에 의해 시작되었고 런던에서 발행된 《타임스》에 다시 게재되었다.

## 코르셋과 패션
19세기 중반의 지배적인 미학은 여성들에게 완전한 치마를 요구했다. 여성들은 크리놀린을 착용하기 이전에 풍만함을 연출하기 위해 여러 장의 페티코트를 착용했다. 허리를 압박하고 부드러움을 연출하기 위해 사용되는 코르셋은 비교를 통해 치마 전체를 돋보이게 하는 효과를 가졌다. 이러한 과정은 수없이 많은 비난을 받았는데 일부 여성들은 작은 허리를 필요로 하는 패션을 억압적인 것으로 여겼다. 그러나 일부 여성들은 그러한 연습 과정을 즐기겠다고 공언했다.

## 모녀와 소녀
여성들이 코르셋을 입을 것으로 예상되면서 여성들이 코르셋을 입도록 하는 것은 딸들에게 어머니의 의무 가운데 하나로 여겨졌다. 어머니와 딸, 장소와 시간에 따라 달랐지만 일부는 어디에서나 똑같았다. 어떤 경우에는 어머니들이 어린 시절에 코르셋을 입기 시작했다. 어머니들은 전형적으로 딸들에게 10대 또는 그 이전부터 코르셋을 착용하도록 했다. 어떤 이들은 언제 어떻게 허리를 끈으로 조일 지 몰랐기 때문에 지역 신문에 자문을 구하여 열띤 토론을 벌였다.

## 복장 개혁 운동과 코르셋 논쟁의 종말
복장 개혁 옹호자들은 그 시대의 비실용적이고 제한적인 유행에 대해 개탄했다. 꽃무늬 드레스는 19세기 중반 여성을 위한 이성적인 복장을 위한 시도였다. 그것은 언론에서 상당한 비웃음을 샀고 비교적 소수의 지지자들을 끌어들였다. 복장 개혁을 위한 다른 시도들은 더 이상 나아지지 않았다.
1908년부터 1914년까지 유행한 좁은 엉덩이, 좁은 치마 실루엣은 코르셋의 아래쪽 가장자리를 늘려야 했다. 새로운 형태의 코르셋이 허벅지를 덮고 고관절의 위치를 바꿔 허리를 더 높고 넓게 보이게 했다. 새로운 패션은 불편하고 거추장스러우며 더 나아가 신축성 있는 천을 사용해야 한다고 여겨졌다. 1911년에 일어난 탄성 고무의 개발은 거들이 코르셋을 대체하는 데 도움을 주었다. 이것이 허리 관리의 역사에 큰 반전이었다.
코르셋 논쟁은 20세기 초반에 패션계가 엠파이어 실루엣을 연상시키는 스타일로 돌아갔을 때에 바뀌었는데 유행하는 드레스는 유동적이고 부드러운 선과 함께 있었다. 수십년 동안의 수사에서 합리적인 복장 개혁이 이루지 못했던 패션 변화의 수레바퀴는 거의 하룻밤 사이에 생겨났다. 허리는 중요하지 않게 되었고 허리를 조이는 코르셋은 그 의미를 잃어버렸다.
이러한 호블 스커트는 몇 년 동안 지속되었지만 그것의 채택은 끝의 시작을 알렸다. 마들렌 비오넷, 마리아노 포티, 코코 샤넬과 같은 다른 디자이너들은 곧 여성 전체를 자유롭게 한 단순하고 편안한 패션으로 뒤를 이었다. 이들이 주류 패션에 입문하면서 코르셋 논쟁은 역사적 호기심으로 전락했다.

## 같이 보기
- 빅토리아조 복식